# ミヒャエル・ヨハン3世・フォン・アルトハン

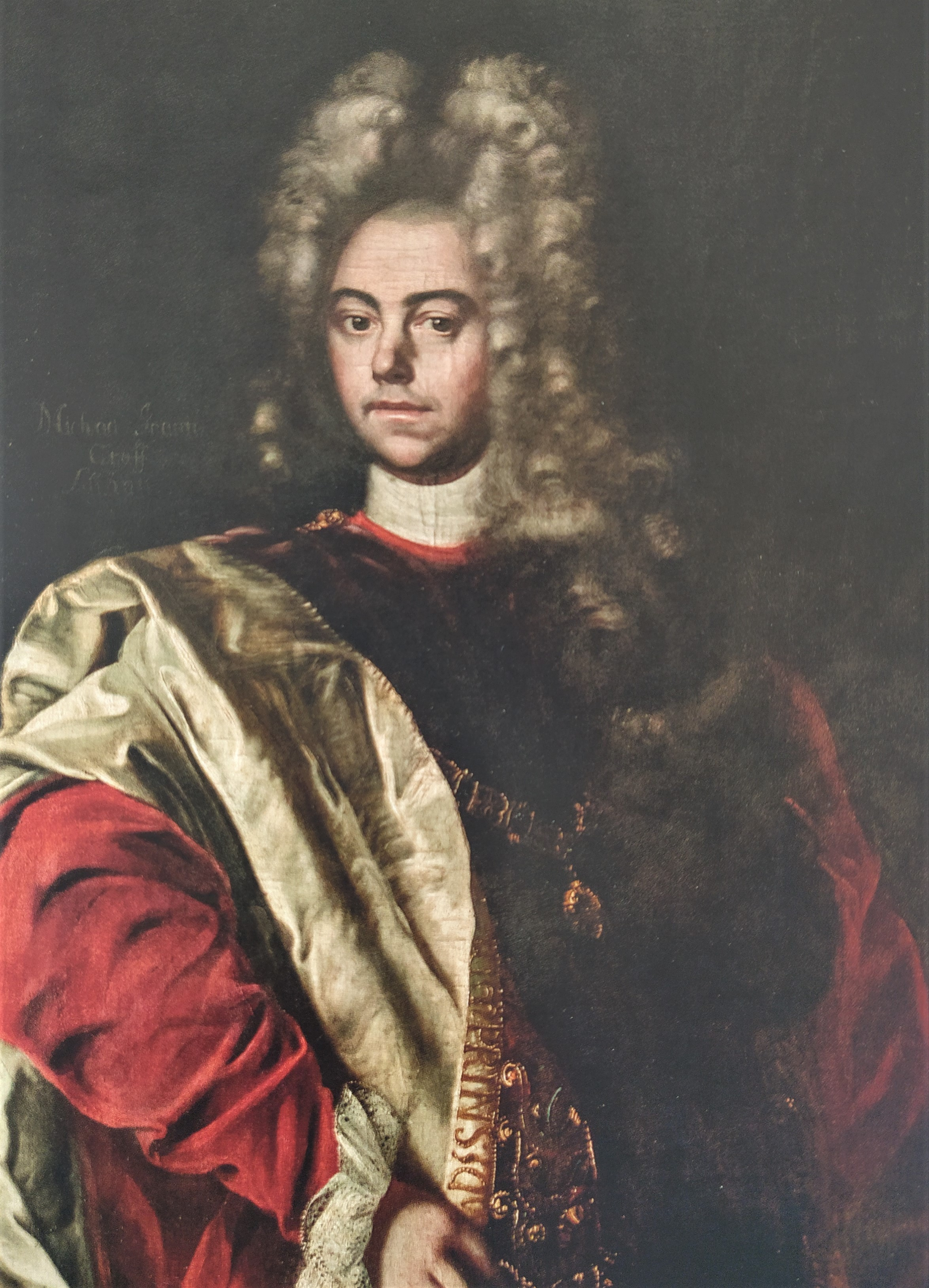
金羊毛勲爵士の儀式用ローブをまとったアルトハン伯

ミヒャエル・ヨハン（3世）・フォン・アルトハン（Michael Johann(III.) Graf von Althann, 1679年10月8日 ヤロスラヴィツェ - 1722年3月26日 ウィーン）は、オーストリア世襲領モラヴィア地方出身の貴族・廷臣。伯爵。神聖ローマ皇帝カール6世の寵臣で、宮廷内の「スペイン派」の頭目となった。ヨハン・ミヒャエル・フォン・アルトハン（Johann Michael von Althann）とも表記される。

## 生涯
ミヒャエル・ヨハン2世・フォン・アルトハン伯爵（1643年 - 1702年）と、ハルトマン3世・フォン・リヒテンシュタイン侯爵の娘マリア・テレジア（1643年 - 1712年）の間の子。1703年、スペイン継承戦争で王位請求者としてスペイン入りする大公時代のカールに随行し、それ以来強い絆で結びついた。カールの皇帝即位後のウィーン宮廷でも、卓越した能力がないにもかかわらず相当な権勢を誇った。その要因の一つには、スペインから連れ帰った妻マリア・アンナ・ピニャテッリもまた皇帝の親しい友人だったことが挙げられる。皇帝とマリア・アンナの関係は、伝統的な解釈では愛人関係であったとされてきた。
アルトハンは宮廷の「スペイン派」の指導者の1人だった。同派はカール5世時代の世界帝国の再興を目指したが、現実に即した具体的な政策は何も打ち出せなかった。彼らの努力は宮廷軍事会議議長で事実上の宰相だったオイゲン・フォン・ザヴォイエン公子と皇帝との間の信頼関係を弱めることに費やされた。アルトハン自身は侍従、枢密顧問官の肩書で皇帝に仕え、1716年には主馬頭となった。この役職自体は大して重要ではなかったものの、これ以降アルトハンに対する寵愛はますます深くなった。アルトハンは皇帝から諸国駐在大使の任免をまかせられていたが、これは宮廷における役職の序列からすれば分不相応だった。彼はまたウィーン宮廷全体の恩顧関係（パトロネジ）においても強い影響力を持っていた。
父が建築家J・B・フィッシャー・フォン・エアラッハに依頼しバロック様式に改装したヴラノフ城を受け継いだ。妻はイタリア人芸術家に対する、またベルンハルト・ペーツやゴットフリート・ベッセルらの歴史家に対する後援活動で知られた。
カール6世はアルトハンの死後、彼の遺児たちを自分の後見下に置いて育てた。

## 子女
妻との間に6子があった。
- ミヒャエル・ヨハン4世・フォン・アルトハン（チェコ語版）（1710年 - 1778年） - 大審院副総裁、金羊毛勲爵士
- マリア・テレジア（1711年 - 1759年） - 1728年レオポルト・マクシミリアン・フォン・ディートリヒシュタイン伯爵と結婚
- ミヒャエル・カール・ボロメウス（1714年 - 1745年）
- マリア・アンナ・ジドーニア（1715年 - 1790年） - 1733年パールフィ・ミクローシュ3世（ドイツ語版）伯爵と結婚
- ミヒャエル・アントン・イグナーツ（1716年 - 1774年）
- マリア・アンナ・ヨーゼファ（1718年）

## 引用
1. ↑  Alfred Ritter von Arneth (1882). “Karl VI., römisch-deutscher Kaiser”. Allgemeine Deutsche Biographie (ドイツ語). Vol. 15. Leipzig: Duncker & Humblot. pp. 206–219.
2. ↑  Hans Schmidt: Karl VI. 1711–1740. In: Die Kaiser der Neuzeit 1519–1918. Heiliges römisches Reich, Österreich, Deutschland. München 1990, S. 205
3. ↑  Hans Schmidt: Karl VI. 1711–1740. In: Die Kaiser der Neuzeit 1519–1918. Heiliges römisches Reich, Österreich, Deutschland. München 1990, S. 203
4. ↑  Volker Jarren: Die Vereinigten Niederlande und das Haus Österreich 1648–1748. Fremdbildwahrnehmung und politisches Handeln kaiserlicher Gesandter und Minister. In: Helmut Gabel (Hrsg.): Kaufleute und Fürsten. Außenpolitik und politisch-kulturelle Perzeption im Spiegel niederländisch-deutscher Beziehungen 1648–1748. Münster u. a. 1998, S. 51
5. ↑  Volker Jarren: Die Vereinigten Niederlande und das Haus Österreich 1648–1748. Fremdbildwahrnehmung und politisches Handeln kaiserlicher Gesandter und Minister. In: Helmut Gabel (Hrsg.): Kaufleute und Fürsten. Außenpolitik und politisch-kulturelle Perzeption im Spiegel niederländisch-deutscher Beziehungen 1648–1748. Münster u. a. 1998, S. 51
6. ↑  Irene Kubiska: Der kaiserliche Hof- und Ehrenkalender zu Wien als Quelle für die Hofforschung. Eine Analyse des Hofpersonals in der Epoche Kaiser Karl VI. (1711–1740). Magister-/Diplomarbeit, Wien 2009, S. 123
7. ↑  Irene Kubiska: Der kaiserliche Hof- und Ehrenkalender zu Wien als Quelle für die Hofforschung. Eine Analyse des Hofpersonals in der Epoche Kaiser Karl VI. (1711–1740). Magister-/Diplomarbeit, Wien 2009, S. 156